# Casasco d'Intelvi
Casasco d'Intelvi foi uma comuna italiana da região da Lombardia, província de Como, com cerca de 379 habitantes. Estendia-se por uma área de 4 km², tendo uma densidade populacional de 95 hab/km². Fazia fronteira com Castiglione d'Intelvi, Cerano d'Intelvi, San Fedele Intelvi, Schignano.
Em 1 de janeiro de 2018, passou a formar parte da nova comuna de Centro Valle Intelvi.

## Demografia
| Variação demográfica do município entre 1861 e 2011                               |
|                                                                                   |
| Fonte: Istituto Nazionale di Statistica (ISTAT) - Elaboração gráfica da Wikipedia |